# Кто в доме хозяин? (телесериал)
«Кто в до́ме хозя́ин?» — российский комедийный телесериал производства компании «Амедиа». Российская адаптация американского телесериала «Кто здесь босс?».

## Сюжет
Провинциал Никита Воронин приезжает в Москву. Он приехал не один, а с дочкой. Ребёнку необходимы хорошие условия, он не мог поселиться вместе с гастарбайтерами в общежитии на пяти квадратных метрах. Никита устраивается помощником по хозяйству в дом бизнес-леди Дарьи Пироговой. Там же, у Дарьи в доме, они и поселились. Никита — бывший футболист, вынужденный уйти из большого спорта из-за травмы. Этот человек перекладывает многие заботы Даши на свои плечи и вскоре располагает к себе мать Даши, Антонину Петровну, и сына Даши, Женю. Дарья Пирогова — президент крупной рекламной компании, она всегда занята, и никак не может выкроить время на личную жизнь, ведение хозяйства, воспитание сына. При этом она привлекательна и втайне мечтает о любви. Начинаются нескучные будни импровизированной семьи, основанной пока что лишь на отношениях работодатель — работник. Но эти отношения развиваются из серии в серию.
В большинстве серий титры демонстрируются с указанием всей съёмочной группы и финальной песней на фоне ночного дома, в каждой комнате которого зажигается свет и гаснет периодически сверху вниз, когда песня близится к концу.

## В главных ролях
- Андрей Носков — Никита Анатольевич Воронин, домработник Дарьи Пироговой, бывший футболист[6]
- Анна Невская — Дарья Сергеевна Пирогова, бизнес-леди[7]
- Ярослав Гарнаев — Женя Пирогов, сын Дарьи Пироговой, друг Вероники Ворониной
- Дарья Бондаренко — Вероника Воронина, дочь Никиты Воронина, подруга Жени Пирогова
- Людмила Артемьева — Антонина Петровна Лопухина, мать Дарьи и бабушка Жени Пирогова

### Второстепенные и эпизодические роли
- Татьяна Кравченко — тётя Роза (серии 1, 23, 88, 103, 106, 107, 115, 124, 133, 144, 150)
- Александр Цекало — Гоша, начальник Дарьи Пироговой (серия 1 «Его звали Никита»)
- Алёна Яковлева — Соня, преподавательница в университете на факультете психологии (серия 2 «Жертва психоанализа»)
- Эвелина Блёданс — Надя (серия 3 «Подруга»)
- Валерий Гаркалин — официант Робер (серии 5 «Ужин на двоих» и 18 «Проделки Святого Валентина»)
- Сергей Векслер — заказчик (серия 7 «Сыпная реакция»)
- Михаил Полицеймако — режиссёр (серия 7 «Сыпная реакция»)
- Мария Берсенева — модель (серия 7 «Сыпная реакция»)
- Николай Денисов — Роман Фёдорович Орешкин, главный бухгалтер Дарьи Сергеевны (серия 10 «Уха из щуки»)
- Андрей Межулис — Николай Пирогов, бывший муж Дарьи Пироговой, отец Жени (серии 13, 14, 43, 44)
- Алла Довлатова — Дантес (серия 16 «Частная жизнь»)
- Алёна Хмельницкая — директор школы
- Мария Кожевникова — Наташа (серия 19 «Футбольные страсти»)
- Геннадий Хазанов[8] — Николай Петрович Петровский, бывший тесть Никиты Воронина (серии 20, 32, 84, 148)
- Галина Данилова — Жанна Петровна (серия 29 «Все на выборы»)
- Максим Щёголев — Андрей (серия 31 «Наследница»)
- Армен Джигарханян — дядя Ашот (серия 37 «Средневековье заказывали?»)
- Екатерина Волкова — Маша Иванова (серия 38 «Победители»)
- Сергей Бурунов — Альберт Моисеевич, врач (серия 39 «Даша угощает!»)
- Николай Цискаридзе — Сергей Лебучинский, учитель балетной школы (серия 40 «Балерина»)
- Аркадий Укупник — камео (серия 52 «Песня первой любви»)
- Алексей Кирющенко — Валентин Мордашкин, модельер (серия 58 «Прощай, молодость!»)
- Нонна Гришаева — Шурочка, соседская домработница (серия 70 «Полный банзай!»)
- Николай Максин — Юрий Алексеевич (серия 71 «Иду на вуз»)
- Юрий Лоза — камео[9] (серия 77 «Лже-Даша»)
- Олег Комаров — Чугунков (серия 79 «Никита против Никиты»)
- Андрей Бутин — тренер (серия 89 «Особенности охоты на мужчин»)
- Сергей Дорогов — тренер (серия 90 «Тяжкий хлеб моделей»)
- Андрей Кайков — Андрюша Прозоров, сосед (серия 92 «Розы и укроп»)
- Пётр Винс — Влад, поэт, институтская любовь Даши (серия 93 «Ода Даше»)
- Янина Студилина — Мила (серия 95 «Ревность — не порок»)
- Олег Кассин — Николай, троюродный брат Никиты Воронина из Хабаровска (серия 102 «Нострадамус»)
- Константин Желдин — Семён Семёнович Воронин, «дедушка» Никиты (серия 103 «Кто в доме дедушка?»)
- Камиль Ларин — Марат (серия 105 «Золотая клетка»)
- Эдуард Радзюкевич — психотерапевт (серия 109 «Берегите нервы!»)
- Фёдор Добронравов — папа (серия 115 «Настоящий полковник»)
- Александр Жигалкин — конферансье в ресторане / менеджер Никиты Воронина (серия 131 «Когда мы были молодыми-2»), менеджер (серия 132 «Другая жизнь»)
- Александр Пашутин — Степан Степаныч, дух покойного тренера Никиты (серия 132 «Другая жизнь»)
- Ёла Санько — Ольга Леонардовна, мать Антонины Лопухиной, бабушка Дарьи и прабабушка Жени Пироговых (серия 134 «Бабуля»)
- Наталья Рудова — Марина (серия 78)

## Показ телесериала
| Сезон | Сезон | Серии              | Период трансляции                                                      |
| ----- | ----- | ------------------ | ---------------------------------------------------------------------- |
|       | 1     | 24 серии (1—24)    | 16.01— 23.02.2006 года                                                 |
|       | 2     | 24 серии (25—48)   | 10.04— 23.05.2006 года                                                 |
|       | 3     | 24 серии (49—72)   | 18.09.— 19.10.2006 года                                                |
|       | 4     | 28 серий (73—100)  | 20.10.— 28.11.2006 года                                                |
|       | 5     | 23 серии (101—123) | 09.01— 01.02.2007 (первые 15 серий) + 26.02— 07.03.2007 (остальные 8)  |
|       | 6     | 27 серий (124—150) | 29.04— 18.05.2007 (первые 18 серий) + 22.04 — 07.05.2008 (остальные 9) |

В кастинге на главную роль пробовались около шестидесяти актёров (в их числе Марат Башаров, Михаил Пореченков, Владислав Галкин, Иван Ургант, Гарик Харламов), но в итоге утверждён был Андрей Носков.

## Критика
Сериал неоднозначно оценивается телекритиками. По мнению одних, данный ситком является «неудавшейся копией „Моей прекрасной няни“» (оба сериала имеют сходство сюжетных линий). Однако другие отмечают, что в «Кто в доме хозяин?» больше реалистичности и меньше наигранности, чем в «Няне». Рейтинг по "Кинопоиску" - 4,2/10.

## Рейтинг телесериала в России
В 2006 году телесериал стартовал в эфире СТС с высокими рейтингами, что отчасти было обусловлено сходством сюжета с другим успешным проектом канала — ситкомом «Моя прекрасная няня». В 2006 году «Кто в доме хозяин?» стал четвёртым по популярности проектом на телеканале СТС (после «Не родись красивой», «Моей прекрасной няни» и «Кадетства»). Однако постепенно аудиторные показатели телесериала снижались, в результате чего руководство СТС приняло решение закрыть проект, так и не адаптировав все 196 серий оригинала.